# Centro Fotográfico Álvarez Bravo

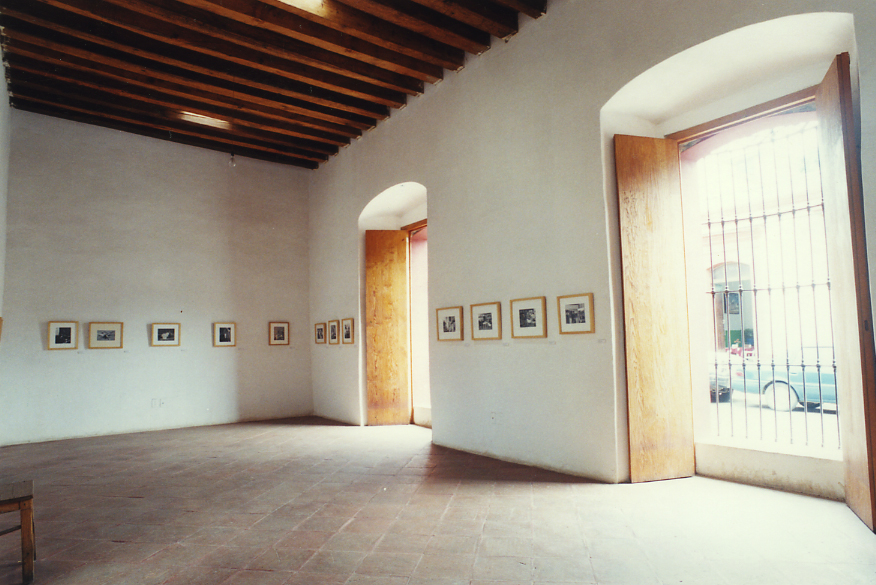
Vnitřní prostory s výstavou

Centro Fotográfico Álvarez Bravo (Fotografické centrum Álvareza Brava) je fotografické výstavní centrum ve městě Oaxaca de Juárez v Mexiku.
Centrum je pojmenované po mexickém fotografovi Manueli Álvarezi Bravo (1902–2002) a nachází se v rámci Graphic Arts Institute of Oaxaca.